# Puyvert
Puyvert – miejscowość i gmina we Francji, w regionie Prowansja-Alpy-Lazurowe Wybrzeże, w departamencie Vaucluse.
Według danych na rok 1990 gminę zamieszkiwały 434 osoby, a gęstość zaludnienia wynosiła 44 osoby/km² (wśród 963 gmin regionu Prowansja-Alpy-W. Lazurowe Puyvert plasuje się na 506. miejscu pod względem liczby ludności, natomiast pod względem powierzchni na miejscu 699.).

## Populacja

Populacja Puyvert w latach 1962-2008